# هارولد والدن
هارولد والدن (بالإنجليزية: Harold Walden)‏ (10 أكتوبر 1887 بأمبالا في الهند - 2 ديسمبر 1955 بليدز في المملكة المتحدة) هو لاعب كرة قدم بريطاني (وحمل سابقاً جنسية المملكة المتحدة لبريطانيا العظمى وأيرلندا) في مركز الهجوم، شارك في الألعاب الأولمبية الصيفية 1912. وشارك مع منتخب المملكة المتحدة الوطني لكرة القدم. أما مع النوادي، فقد لعب مع برادفورد سيتي ونادي أرسنال ونادي هاليفاكس تاون وإف سي هاليفاكس تاون.

## وصلات خارجية
- هارولد والدن على موقع IMDb (الإنجليزية)
- هارولد والدن على موقع ميوزك برينز (الإنجليزية)
- هارولد والدن على موقع قاعدة بيانات الفيلم (الإنجليزية)
- هارولد والدن على موقع قاعدة بيانات كرة القدم.إي يو (الإنجليزية)
- هارولد والدن على موقع اللجنة الأولمبية الدولية (الإنجليزية)
- هارولد والدن على موقع أوليمبيديا (الإنجليزية)